# Acanthoctenus kollari
Acanthoctenus kollari är en spindelart som först beskrevs av Eduard Reimoser 1939.  Acanthoctenus kollari ingår i släktet Acanthoctenus och familjen Ctenidae.
Artens utbredningsområde är Costa Rica. Inga underarter finns listade i Catalogue of Life.